# Dovble V
Dovble V est une revue d'artiste annuelle créée en novembre 2010 par Visarte.Vaud (section régionale de l'association des artistes suisses Visarte), et dont le premier numéro a paru en novembre 2010. La première publication de la série a reçu le numéro 5, puisqu'elle faisait suite à 4 publications annuelles sans nom générique.
Son nom a été choisi en référence à celui de Visarte.Vaud, et au fait qu'il regroupe des inserts visuels d'artistes et des textes.

## Livraisons
- 2010 no 5, Omnivore  (ISBN 978-2-940377-37-4)
- 2011 no Hors série, Aux yeux de tous  (ISBN 978-2-940377-42-8)
- 2012 no 6, In girum imus nocte et consumimur igni  (ISBN 978-2-940377-58-9)
- 2013 no Hors série, De l'inachevé  (ISBN 978-2-940377-64-0) (OCLC 860837062)
- 2014 no 7, Qu'est-ce qu’un livre?  (ISBN 978-2-940377-83-1)
- 2016 no Hors série, Sculptumes et costures  (ISBN 978-2-940570-13-3)
- 2018 no 8, Peinture Peinture  (ISBN 978-2-940570-30-0)

## Collection Dovble V
- 2018 Peinture peinture, Caroline Bachmann et Stéphane Fretz (éd.)  (ISBN 978-2-940570-30-0)